# Ívar Ingimarsson
Ívar Ingimarsson (født 20. august 1977 i Reykjavík, Island) er en islandsk tidligere fodboldspiller (midterforsvarer/midtbane). Han spillede 30 kampe for Islands landshold i perioden 1998-2007.
Ingimarsson startede sin karriere i hjemlandet, hvor han repræsenterede både Valur og ÍBV. I 1999 skiftede han til Torquay United i England, og tilbragte resten af sin karriere i engelsk fodbold. Mest nævneværdigt tilbragte han hele 11 år hos Reading, og var med til at sikre klubben oprykning til Premier League i 2006. Han sluttede sin karriere i sommeren 2012 efter den foregående sæson at have repræsenteret Ipswich Town.

## Titler
Islandsk mesterskab
- 1998 med ÍBV

Islandsk pokal
- 1998 med ÍBV